# Доримська залізна доба (Північна Європа)

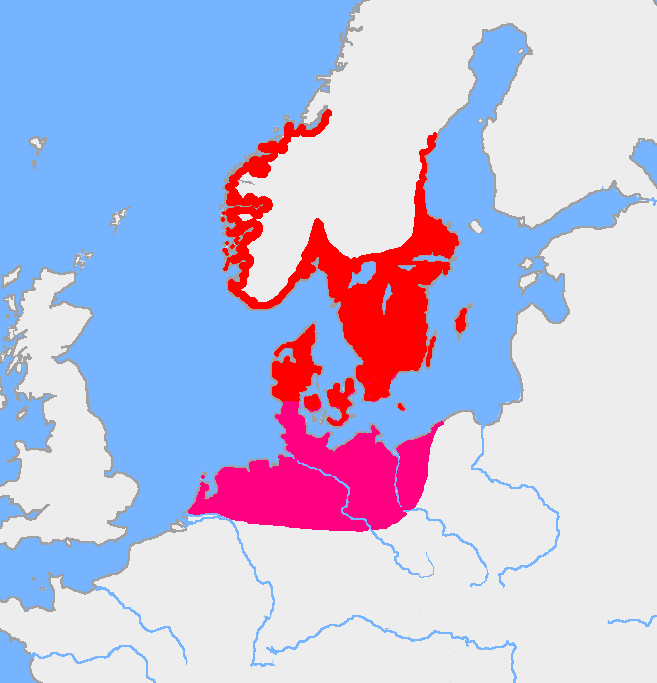
Доримська залізна доба Північної Європи, IV-I ст. до н. е.

Доримська залізна доба Північної Європи — термін, що охоплює ранню залізну добу на території Скандинавії, північної Німеччини та Нідерландів на північ від Рейну (V-I ст. до н.е) . В регіонах, де існували німецькі культури доримської залізної доби, були проведені широкомасштабні археологічні розкопки, знайдено велику кількість артефактів. Ці культури є прямими спадкоємцями — без перерв — культур нордичної бронзової доби, проте відрізняються від останніх присутністю сильного впливу кельтської гальштатської культури, що існувала в той час у Центральній Європі. Пізніше Гальштатську культуру змінила латенська, яка також впливала на германців. До I ст. до н. е. римський вплив став помітним навіть на території Данії, і незабаром настає епоха римської залізної доби.

## Характеристика
Вперше археологи задумалися про поділ залізної доби на доримський та римський періоди, коли Еміль Ведель (Emil Vedel) розкопав в 1866 р низку артефактів залізної доби на острові Борнгольм. У них були відсутні сліди римського впливу, такі характерні для більшості інших артефактів, це говорило про те, що частина північної Європи залишалася поза сферою римського впливу на початку залізної доби.
Залізна доба на півночі Європи явно відрізняється від південнішої кельтської латенської культури, чия розвинена технологія обробки заліза мала значний вплив на північніші культури, які близько 600 р. до н.е. почали добувати болотне залізо з руди в торф'яних болотах — цю технологію вони запозичили у кельтів. Найдавніші виявлені залізні предмети — голки; також до того періоду відносяться залізні знаряддя з гранями, мечі та серпи. Продовжували в той період використовувати і бронзу, проте здебільшого для прикрас. Зокрема, з бронзи виготовляли нашийні гривни і казани, стиль яких продовжував традиції бронзової доби. Серед найпримітніших знахідок — срібний казан з Гундеструпа і вози з Дейбьерга (Ютландія) — два дерев'яних чотириколісних вози з окремими деталями з бронзи.
Похоронні звичаї продовжували практику бронзової доби, яка тривала ще з часів культури полів поховальних урн: тіла спалювалися, а попіл поміщали в урни. Поступово вплив центральноєвропейської латенської культури поширився на територію Скандинавії з північно-західної Німеччини: знахідки цього періоду виявлені практично у всіх провінціях південної Скандинавії: це мечі, ковані деталі щитів, наконечники копій, ножиці, серпи, кліщі, ножі, голки, пряжки, казани тощо.

## Експансія германців

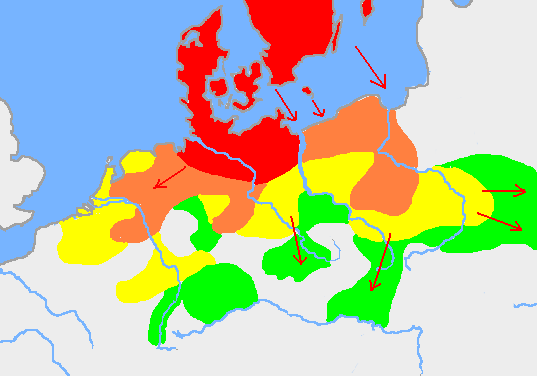
Поширення германських племен 750 р. до н.е. — 1 рік (за даними Penguin Atlas of World History 1988):
Поселення до 750 р. до н.е
Нові поселення до 500р. до н.е
Нові поселення до 250 р. до Р. Х.
Нові поселення до 1 року нашої ери

На культурні зміни, що характеризували кінець бронзової доби, вплинула експансія Гальштатської культури з півдня. У той же час погіршився клімат, що призвело до різких змін у флорі та фауні. У Скандинавії археологи нерідко називають цей період «епохою без знахідок» (Findless Age), оскільки знахідки цього періоду дійсно відсутні. У той час як знахідки в Скандинавії свідчать про зменшення чисельності населення, південна частина групи культур доримської залізної доби — ясторфська культура — поширювалася на південь. Таким чином, зміни в кліматі сприяли експансії на південь носіїв культур доримської залізної доби — імовірно германців — в континентальну Європу.
Археологи по-різному інтерпретують поширення предків германців: з точки зору одних, матеріальна культура відображає войовниче поширення нового населення на південь з частковим витісненням або знищенням колишнього населення («демічеська дифузію»), тоді як інші вважають, що мова йде лише про поширення культурних і технологічних інноваціях при незначних міграціях (культурна дифузія).
Носії культур доримської залізної доби говорили, з великою ймовірністю, на германських мовах. Місцезнаходження цієї мови на дереві індоєвропейських мов невідомо: це міг бути прагерманська мова або одна з його нащадків.
Наприкінці доримської залізної доби відбуваються перші сутички з Давнім Римом. Поразка тевтонів і кімврів у битві при Аквах Секстієвих в 102 р. до н.е. стало передвісником настання нових, бурхливіших епох — римської залізної доби і великого переселення народів.